# Pantelīs Karasevdas
Pantelīs Karasevdas (in greco Παντελής Καρασεβδάς?; Astakos, 1877 – Agrinio, 14 marzo 1946) è stato un tiratore a segno greco.

## Carriera
Karasevdas partecipò alle gare di tiro a segno delle prime Olimpiadi moderne che si svolsero ad Atene, nel poligono di Kallithea. All'epoca, non era, così come tutti gli altri partecipanti di questi giochi olimpici, un atleta professionista, ma uno studente di giurisprudenza.
Vinse la medaglia d'oro nella carabina militare, colpendo tutti i 40 bersagli proposti, arrivando ad un punteggio di 2.350, superando i connazionali Pavlos Pavlidīs e Nikolaos Trikoupīs. Prese parte anche alla gara di rivoltella militare, dove si ritirò, e a quella di carabina libera, classificandosi, in quest'ultima competizione, al quinto posto, con un punteggio di 1.039.
L'anno dopo il suo successo olimpico entrò nell'esercito, partecipando a numerosi eventi bellici che riguardarono la Grecia nei decenni successivi, fino a diventare colonnello. Fu anche membro del partito liberale greco, il maggior partito politico dell'epoca, venendo eletto in parlamento come rappresentante dell'Etolia e dell'Acarnania.
Fu presidente dell'Associazione Panellenica della Ginnastica (1925-1935) e membro del Comitato Olimpico Greco (1924-1935).